# CDC-Cavaliere/Saison 2010
Dieser Artikel listet Erfolge und Mannschaft des Radsportteams CDC-Cavaliere in der Saison 2010 auf.

## Erfolge in der UCI Europe Tour
In der Saison 2010 gelangen dem Team nachstehende Erfolge in der UCI Europe Tour.
| Datum        | Rennen                                            | Kat. | Fahrer            |
| ------------ | ------------------------------------------------- | ---- | ----------------- |
| 1. Februar   | 3. Etappe Giro della Provincia di Reggio Calabria | 2.1  | Giuseppe Muraglia |
| 19. Juni     | 6. Etappe Serbien-Rundfahrt                       | 2.2  | Davide D’Angelo   |
| 14.–20. Juni | Gesamtwertung Serbien-Rundfahrt                   | 2.2  | Luca Ascani       |

## Abgänge-Zugänge
| Zugänge           | Team 2009                              | Abgänge                        | Team 2010                          |
| ----------------- | -------------------------------------- | ------------------------------ | ---------------------------------- |
| Bernardo Riccio   | Ceramica Flaminia-Bossini Docce        | Miguel Ángel Rubiano           | Betonexpressz 2000-Universal Caffé |
| Domenico Agosta   | Meridiana-Kalev Chocolate              | Žolt Der                       | Partizan Srbija                    |
| Danilo Andrenacci | Nazionale Elettronica New Slot-Hadimec | Esad Hasanović                 | Partizan Srbija                    |
| Davide Bonucelli  | Ceramica Flaminia-Bossini Docce (2008) | Jauhen Sobal                   | Partizan Srbija                    |
| Luca Ascani       | Dopingsperre                           | Alain van der Velde            | Qin Cycling Team                   |
| Marko Dimić       | Neoprofi                               | Daniele Di Nucci               | Unbekannt                          |
| Miloš Kovalacević | Neoprofi                               | Luca Fioretti                  | Unbekannt                          |
| Jovan Pavlović    | Neoprofi                               | Artur Król                     | Unbekannt                          |
| Damjan Stanković  | Neoprofi                               | Dmitri Nikandrow               | Unbekannt                          |
|                   |                                        | Danilo Andrenacci (bis 31.07.) | Unbekannt                          |

## Mannschaft
| Name                | Geburtstag         | Nationalität |              |
| ------------------- | ------------------ | ------------ | ------------ |
| Domenico Agosta     | 3. April 1983      | Italien      |              |
| Luca Ascani         | 29. Juni 1983      | Italien      |              |
| Davide Bonucelli    | 22. September 1982 | Italien      |              |
| Daniele Callegarin  | 21. September 1982 | Italien      |              |
| Davide D’Angelo     | 20. August 1982    | Italien      |              |
| Marko Dimić         | 25. Dezember 1991  | Serbien      |              |
| Miloš Kovalacević   | 5. Oktober 1990    | Serbien      |              |
| Domenico Loria      | 3. Januar 1981     | Italien      |              |
| Eugenio Loria       | 3. Januar 1981     | Italien      |              |
| Giuseppe Muraglia   | 3. August 1979     | Italien      |              |
| Jovan Pavlović      | 12. April 1989     | Serbien      |              |
| Bernardo Riccio     | 21. März 1985      | Italien      |              |
| Damjan Stanković    | 22. März 1991      | Serbien      |              |
| Davide Torosantucci | 3. November 1981   | Italien      |              |
| Luca Zanasca        | 23. August 1983    | Italien      |              |
| Stagiaires          | Stagiaires         | Nationalität | Nationalität |
| Matteo Belli        | Matteo Belli       | Italien      |              |